# Ahmad Taktouk
Ahmad Taktouk (tiếng Ả Rập: أحمد تكتوك, sinh ngày 29 tháng 9 năm 1994) là một cầu thủ bóng đá người Liban chơi ở vị trí thủ môn cho câu lạc bộ Nejmeh ở Giải vô địch quốc gia Liban và đội tuyển quốc gia Liban.